# Chimakum

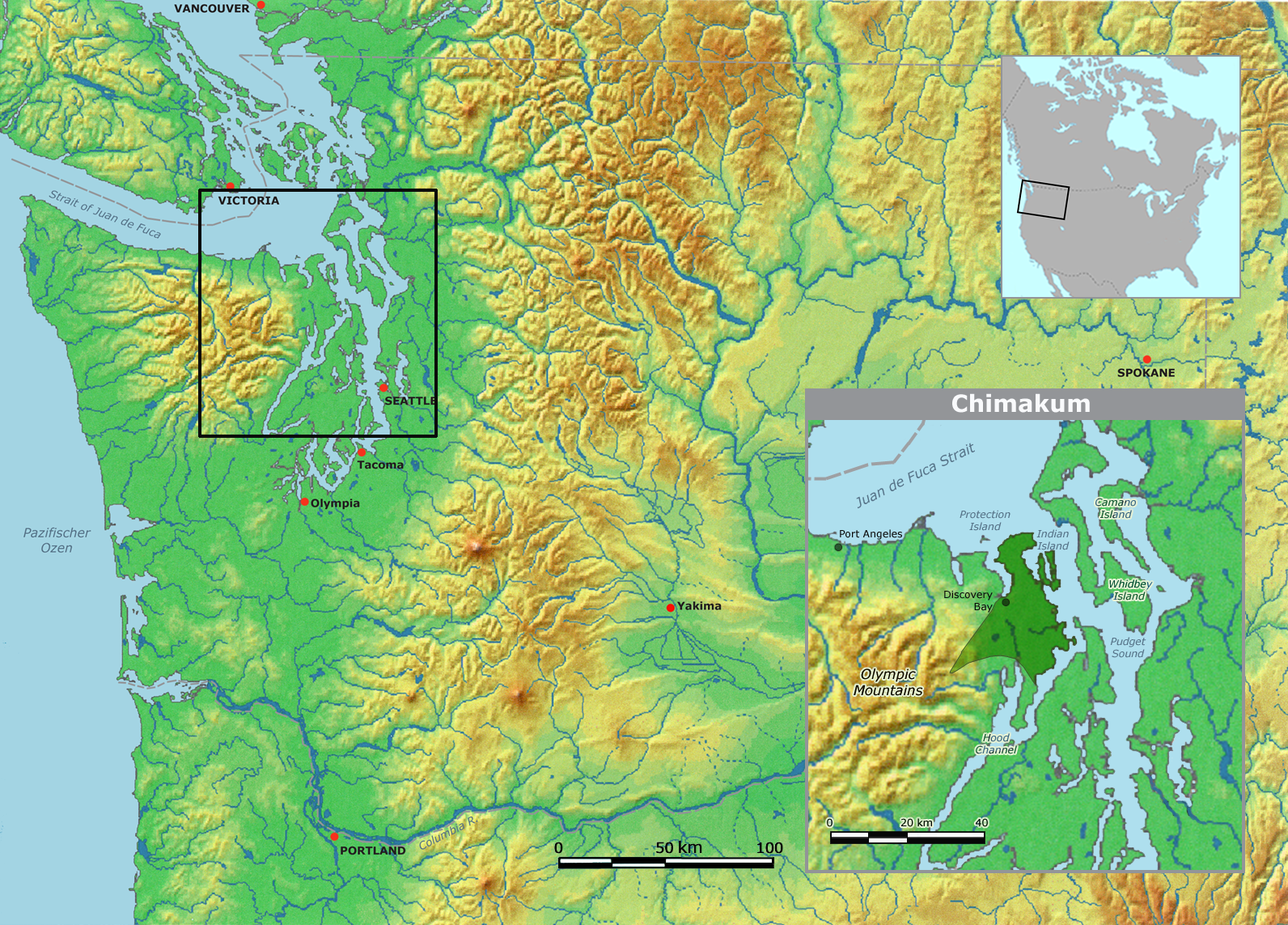
Traditionelles Territorium der Chimakum auf der Olympic-Halbinsel im US-Bundesstaat Washington.

Bei den Chimakum oder Chemakum handelt es sich um einen nicht mehr existierenden Indianerstamm, der bis in die 1860er Jahre auf dem Gebiet des heutigen US-Bundesstaats Washington lebte, und dessen Angehörige sich selbst als Aqokulo bezeichneten. Entsprechend den Überlieferungen ihrer Nachbarn flohen sie vor einer Überschwemmung und trennten sich daher von den übrigen Quileute. Sie lebten am Puget Sound, nahe der heutigen Stadt Port Townsend, an der Discovery Bay, bei Port Ludlow, Port Hadlock – dort befand sich der lokal bedeutsame Versammlungsplatz beim Dorf Tesetsibus – und Chimacum.
Die kleine Sprachfamilie, zu der dieser Stamm gehörte, sind die Chimakum-Sprachen. Zu ihr gehören heute nur noch die Hoh und die Quileute.
Um 1790 kämpfte der als kriegerisch geltende Stamm gegen Snohomish, Snoqualmie, Klallam, Makah und Ditidaht. Ihr Dorf war dementsprechend mit Palisaden befestigt. 1842 oder 1843 wurden sie von Skagit und Snohomish besiegt, nur 200 von ihnen (wohl Krieger) überlebten. Der Führer der Snohomish, Patkanim, war 1848 in der Lage, auf Whidbey Island ein Powwow mit 8.000 Kriegern zu veranstalten.
Um 1850 waren die Chemakum mit den Suquamish verfeindet, gegen die sie 1857 unterlagen. Zwar brachten sie 40 Kanus zusammen, doch die Männer unterlagen und wurden umgebracht oder versklavt. Sie wurden an der Mündung des Chimacum beerdigt. Die Sieger feierten drei Tage und Nächte lang, die Toten wurden enthauptet und ihre Köpfe aufgespießt.
Die Zahl der Chemakum war von etwa 400 auf 100 eingebrochen, was der Legende nach vor allem auf einen Überfall nördlicher Stämme im Jahr 1823 zurückging, wohl auf Haida. 1855 schätzte George Gibbs ihre Zahl auf 90, ein Tagebucheintrag von 1860 spricht von 73 Angehörigen, eine Angabe, die, traut man diesem Eintrag, auf den Häuptling „Gen. Gaines“ zurückgeht. Die Widersprüche in diesen Angaben ließen sich bisher nicht aufklären.
Ihr Häuptling war Kulkakhan oder General Pierce, der in der Fachliteratur früher als Klallam galt. Er war Mitunterzeichner des Vertrags von Point-no-Point von 1855, der sie dazu zwang, ins Skokomish-Reservat am südlichen Ende des Hood Canal zu ziehen. Doch weigerten sie sich und wurden wohl überwiegend von den Klallam absorbiert. Franz Boas fand 1890 noch drei Chimakum in Port Gamble und Port Townsend, die ihre Sprache einigermaßen beherrschten. Er sammelte 1.250 Vokabeln und Notizen zur Grammatik. In Port Gamble lernte er Louise kennen, eine Wäscherin. Außer mit ihrem Bruder sprach sie mit niemandem ihre Muttersprache. Mit anderen Indianern sprach sie Klallam, mit Weißen Chinook.